# Orchidantha vietnamica
Orchidantha vietnamica là một loài thực vật có hoa trong họ Lowiaceae. Loài này được Kai Larsen miêu tả khoa học đầu tiên năm 1973.

## Mẫu định danh
Mẫu định danh: Không đánh số, do M. Schmid thu thập ngày 9 tháng 11 năm 1960 trong rừng gần thị trấn Dra Huai, miền nam Việt Nam, lưu giữ tại phòng mẫu cây Paris.

## Mô tả
Cây thân thảo với các lá sắp xếp kiểu nơ hoa. Cuống lá dài 20–25 cm. Phiến lá dài 30–40 cm, hình mác, dần thu nhỏ về phía đáy, nhọn thon về phía đỉnh, đạt tới bề rộng tối đa 6–7 cm phía trên đoạn giữa phiến, với gân giữa nổi rõ. Cụm hoa kép dạng xim bọ cạp xoắn ốc (cincinnus). Lá bắc dạng màng, các lá bắc ngoài dài 5 cm, rộng ~1 cm, hình thuyền, gân giữa nổi rõ, các lá bắc trong nhỏ hơn, hình kim dài ở đỉnh. Ống tràng dài 8 cm, rộng 1–2 mm. Cánh đài 5; 3 cánh ngoài hình mác hẹp, dài 7 cm, rộng 6–7 mm, 2 cánh trong ở bên thẳng, dài ~15 mm, rộng 1–2 mm, nhọn,hơi chuyển thành răng tam giác phía dưới đỉnh. Cánh môi được bảo quản kém trong mẫu định danh, dài ~7 cm, rộng 1 cm, hình thuyền. Nhị 5, dài ~10 mm. Bầu nhụy nhỏ phía dưới. Vòi nhụy dài 8–9 mm, các tuyến (?) chẻ ba phía dưới đỉnh; phân nhánh không đều, dài ~3–4 mm, kết thúc bằng đầu nhụy có khía nhọn.

## Phân bố
Loài bản địa Việt Nam.